# کرکیو
کرکیو (به ایتالیایی: Crecchio) یک کومونه در ایتالیا است که در استان کییتی واقع شده‌است.

## خصوصیات
کرکیو ۱۹٫۳۶ کیلومترمربع مساحت و ۲٬۹۲۶ نفر جمعیت دارد و ۲۰۸ متر بالاتر از سطح دریا واقع شده‌است.

## خواهرخوانده
شهر لاریانو خواهرخواندهٔ کرکیو هست.